# Fashion doll
Le fashion doll sono bambole progettate principalmente per essere vestite in modo da riflettere le tendenze della moda. Sono costruite sia come giocattoli per le bambine che come pezzi da collezione per gli adulti. Le bambole sono in genere modellate sulle forme di ragazze adolescenti o donne adulte, anche se esistono varianti di bambole bambine, maschi e persino non umani. Sono generalmente realizzate in vinile o altri materiali plastici. Le prime fashion doll furono le bambole francesi in Biscuit della metà del XIX secolo. La bambola Barbie è stata commercializzata dalla Mattel nel 1959 ed è attualmente la fashion doll più famosa, inoltre ha fissato gli standard per tutte le fashion doll create successivamente. Le dimensioni della Barbie (che è alta circa 30 cm) sono infatti state riprese da tutte le aziende produttrici di giocattoli che in seguito hanno realizzato bambole simili.
Nel 2001 hanno invece visto la luce la linea di bambole Bratz, prodotte dalla MGA Entertainment. La particolarità di queste fashion doll è la sproporzione della testa rispetto al corpo. 
Nel 2010 la Mattel lanciò una linea di fashion doll che rivoluzionò il mondo delle bambole: le Monster High, figlie dei mostri più famosi. Hanno la particolarità di avere un look dark e braccia e mani staccabili. Il motto di queste bambole è "be yourself be unique be a Monster"; esse infatti promuovono le persone a essere se stessi. Ebbero un successo enorme in tutto il mondo, con circa 2 miliardi di Euro l'anno.

## Prima del XIX secolo

### Bambole Pandora

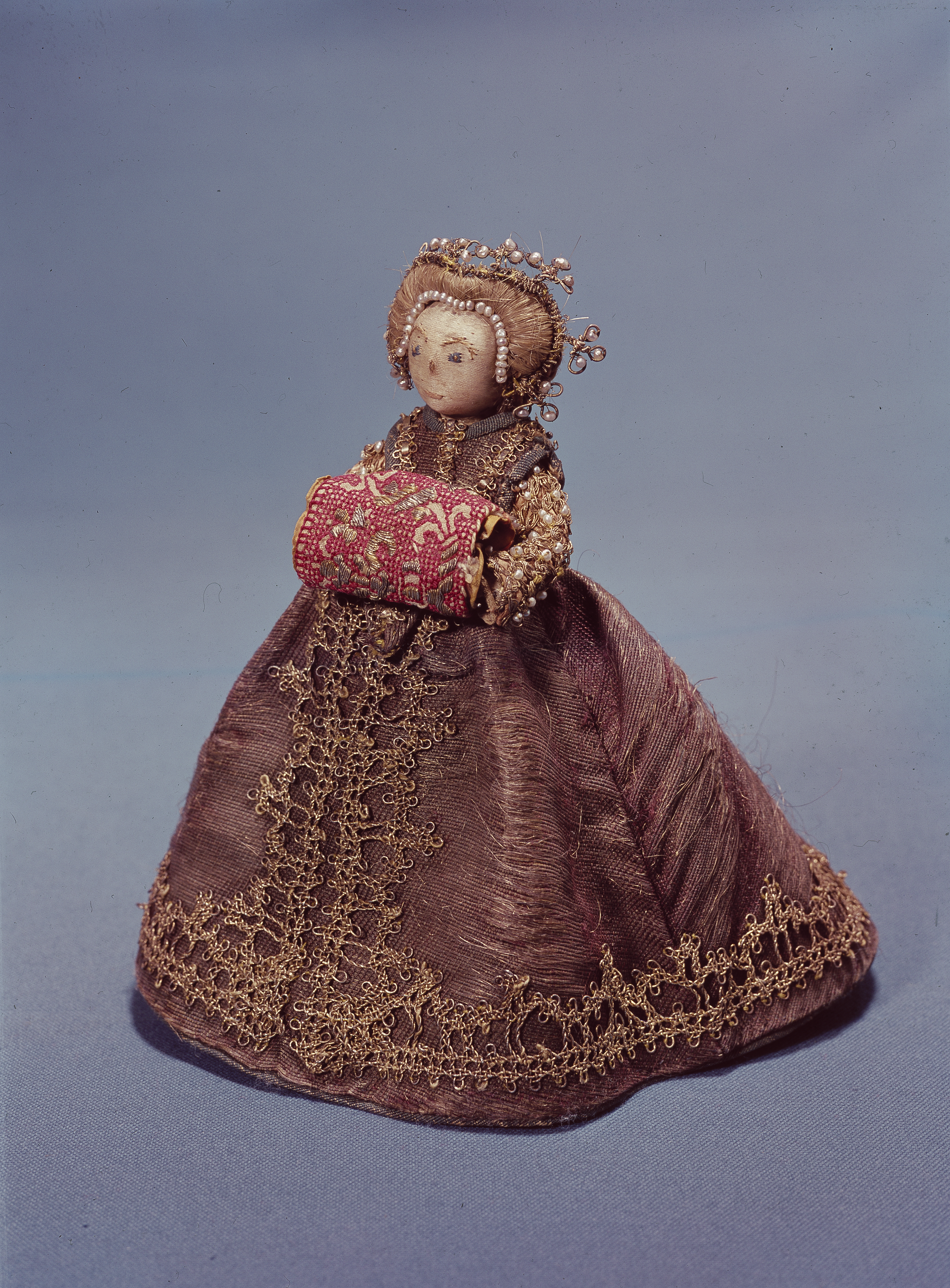
Una fashion doll Pandora, circa 1600, Livrustkammaren.

Le fashion doll potrebbero essere state utilizzate già nel XIV secolo, e dal 1642 circa in poi alcune furono chiamate "Pandora". Erano utilizzate nelle corti reali europee nel XVI secolo per mostrare le qualità tattili della moda che non potevano essere incorporate nei dipinti o descritte ai sarti a parole. Una lettera datata 1515 e inviata da Federico Gonzaga per conto del re Francesco I di Francia a sua madre Isabella d'Este le chiede di inviare una fashion doll alla corte francese in modo che copie del suo stile potessero essere realizzate per le donne di Francia.
Da adulta, Maria Stuarda, regina di Scozia, possedeva delle bambole, chiamate "pippens", che venivano vestite dai suoi sarti e potrebbero essere state fashion doll. Jane Seymour, terza moglie di Enrico VIII, possedeva grandi e piccoli "bambini" vestiti con abiti di stoffa d'argento, raso e velluto legati con "aglettes" d'oro, come le sue maniche.
In un trattato sul collezionismo stampato nel 1565, Samuel Quiccheberg notò che principesse e regine si inviavano reciprocamente bambole con dettagli di abiti stranieri. Jeanne d'Albret acquistò delle bambole, chiamate poupines, nel 1571. Nell'aprile del 1604, Helena Snakenborg, marchesa di Northampton, fece inviare a Londra una bambola vestita all'ultima moda alla sorella Karin Bonde in Svezia.
Nel periodo 1715-1785, le bambole Pandora divennero più comuni e vennero prodotte e utilizzate da sarte, modiste, sarti e mercanti di moda, ed esposte nelle vetrine dei loro negozi e spedite oltre confine per illustrare le ultime tendenze della moda. Rose Bertin era tra quei mercanti di moda che le usavano. Le bambole Pandora caddero in disuso alla fine del XVIII secolo, quando le riviste di moda illustrate divennero comuni dopo la pubblicazione di Cabinet des Modes, e furono infine bandite da Napoleone, che temeva che potessero essere utilizzate per contrabbandare messaggi segreti.
Durante la prima metà del XIX secolo, le fashion doll venivano talvolta utilizzate per esporre i capi di abbigliamento alla moda per i clienti prima che venissero realizzati nel salone della modista, della sarta o del sarto, fino a quando Charles Frederick Worth introdusse modelli umani viventi negli anni '50 dell'Ottocento.

## XIX secolo

### Bambola in porcellana Biscuit

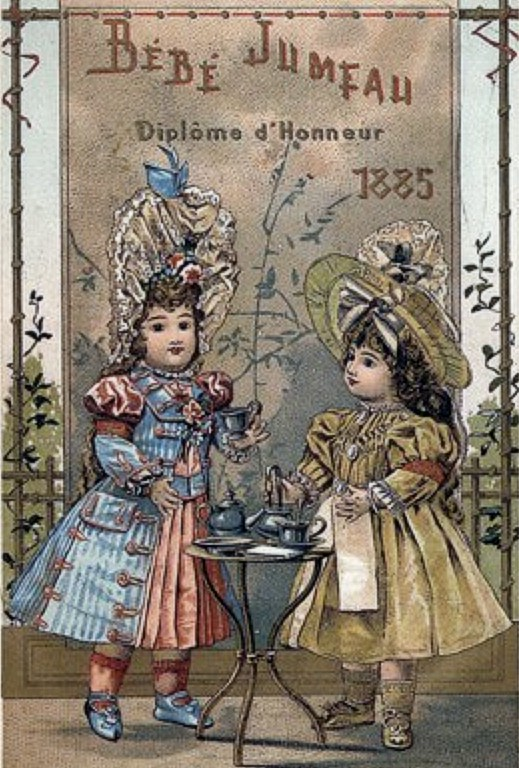
Pubblicità di bambole in Bisquit della ditta francese Jumeau, 1885.

Le prime bambole in porcellana Biscuit delle aziende francesi erano fashion doll. Esse dominarono il mercato tra il 1860 e il 1890 circa. Rappresentavano donne adulte ed erano destinate ai bambini di famiglie benestanti per giocarci ed essere vestite secondo la moda contemporanea. Queste bambole provenivano da aziende come Jumeau, Bru, Gaultier, Rohmer, Simone e Huret, anche se le loro teste erano spesso prodotte in Germania. Nella zona di II arrondissement di Parigi crebbe un'industria che si occupava di realizzare vestiti e accessori per le bambole. Le bambole in porcellana Biscuit simili a quelle dei bambini apparvero a metà del XIX secolo e conquistarono il mercato verso la fine del secolo. 

## XX secolo ed età moderna

### Patty Jo
Jackie Ormes stipulò un contratto con la compagnia di bambole Terri Lee nel 1947 per produrre una bambola basata sul suo personaggio dei cartoni animati Patty-Jo 'n Ginger. Come nel cartone animato, la bambola rappresentava una bambina vera, in contrasto con la maggior parte delle bambole che erano di tipo mammy e Topsy-Turvy. Le bambole erano popolari sia tra i bambini neri che tra quelli bianchi. 

### Cissy
La prima fashion doll americana, Cissy, fu lanciata dalla Alexander Doll Company nel 1955. Cissy sfoggiava un seno pronunciato e scarpe con i tacchi alti. 

### Marilù

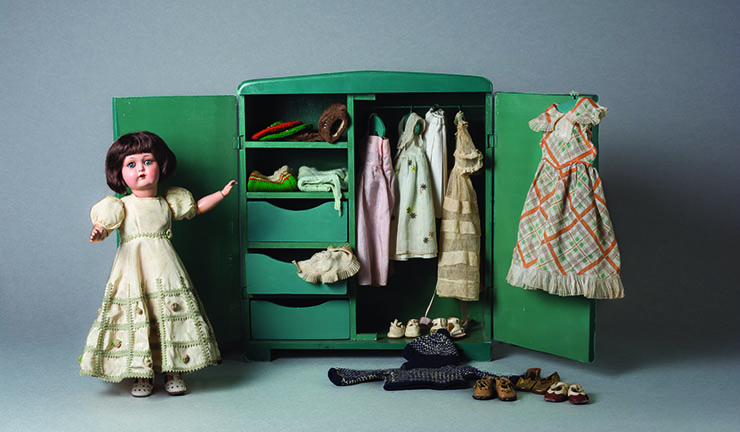
Un modello della fashion doll argentina Marilú del 1936-1939 circa insieme a una varietà dei suoi abiti.

Marilú era una bambola argentina che ebbe molto successo negli anni '30, '40 e '50. Fu creata da Alicia Larguía, che si ispirò alla precedente francese Bleuette, una bambola disponibile attraverso la famosa rivista per bambine La Semaine de Suzette. Il gioco proposto da Marilú era, da un lato, quello della trasmissione della maternità alle bambine - che venivano chiamate le "mamme" della bambola -, ma anche l'abbigliamento della bambola occupava un ruolo centrale. Le pubblicità incoraggiavano le bambine a cambiare e rinnovare i vestiti della bambola a seconda dell'occasione o della stagione, con il marchio Marilú che promuoveva così gli abiti che realizzavano per accompagnare il giocattolo. Inoltre, le riviste Billiken e Marilú includevano modelli per le bambine o per qualcuno della loro famiglia per cucire il guardaroba della bambola e pubblicavano istruzioni e consigli di moda. In questo modo, Marilú può essere inserita nella genealogia delle fashion doll, come le bambole Gaultier, le bambole Huret o le più recenti bambole Vogue e Barbie. 

### Barbie

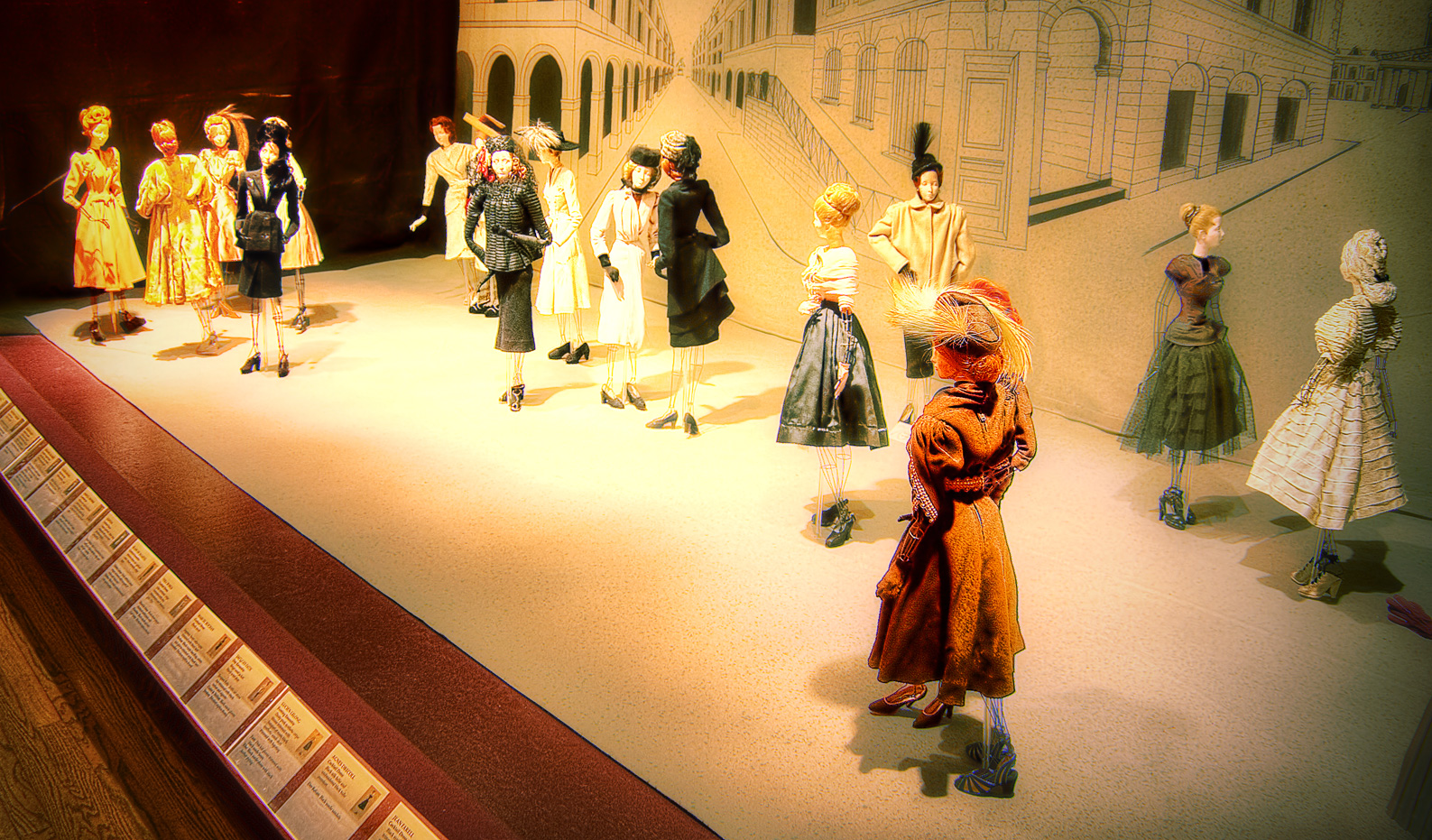
Fashion doll realizzate a Parigi dal Théâtre de la Mode (1946) in mostra al Maryhill Museum of Art.

Barbie è stata lanciata dalla società di giocattoli americana Mattel nel 1959, ispirata alla bambola tedesca Bild Lilli. Barbie è stata una parte importante del mercato delle fashion doll giocattolo per più di cinquant'anni.
Molte linee di fashion doll sono state ispirate da Barbie, o lanciate come alternative ad essa. Tammy è stata creata dalla Ideal Toy Company nel 1962. Pubblicizzata come "La bambola che ami vestire", Tammy è stata ritratta come una giovane adolescente americana, più "ragazza della porta accanto" che l'immagine cosmopolita di Barbie. Sindy è stata creata dalla società britannica Pedigree Dolls & Toys nel 1963 come rivale di Barbie con un aspetto sano.

### Tressy
L'American Character Doll Company lanciò la sua fashion doll "Tressy" nel 1963 per competere con Barbie. Tressy fu inizialmente venduta come fashion doll da 11½" (circa 29 cm) e, dopo essere stata acquisita dalla Ideal Toy Company, alla fine degli anni '60 fu venduta come bambola preadolescente più grande. Tressy aveva una lunga ciocca di capelli che poteva essere tirata fuori dalla parte superiore della testa della bambola premendo un pulsante sul diaframma di essa; quel meccanismo consentiva ai bambini di pettinare i suoi capelli in vari stili. Alla fine degli anni '60 e all'inizio degli anni '70, Ideal lanciò diverse altre grandi fashion doll con capelli di lunghezza regolabile.
La bambola Crissy e le sue amiche, insieme alla bambola Velvet e le sue amiche (due linee di fashion doll create dalla Ideal Toy Corporation's), sono alte circa 20 cm. La bambola Daisy della stilista britannica Mary Quant del 1973 presentava un'ampia selezione di moda contemporanea degli anni '70 disegnata da Quant.

### Bambola Fulla
Fulla è commercializzata per i bambini dei paesi islamici e mediorientali come alternativa a Barbie. Il concetto di lei si è evoluto intorno al 1999, ed è arrivata nei negozi alla fine del 2003.

### Bratz
Le Bratz sono state lanciate nel 2001, progettate da Carter Bryant e prodotte dalla società di giocattoli californiana MGA Entertainment. Sono caratterizzate da teste grandi con corpi magri e labbra lucide e sontuose.

### Bambole Mattel successive
La Mattel ha introdotto la linea My Scene nel 2002 e la linea Flavas nel 2003 per rivaleggiare con Bratz.
Nel 2010 la Mattel ha lanciato la linea di bambole Monster High, basata su mostri fantasy e horror. Successivamente, hanno lanciato uno spin-off nel 2013, intitolato Ever After High, ispirato alle fiabe. Nel 2016, entrambe le linee hanno subito un massiccio riavvio e sono state interrotte subito dopo. Sempre nel 2016, la Mattel ha lanciato una linea a tema animale intitolata Enchantimals.

### Bambole Lamm
Nel 2014, l'artista Nickolai Lamm ha presentato Lammily, una fashion doll basata sullo studio di Lamm che confronta la figura di Barbie con le misure corrispondenti a quelle di una donna media di 19 anni. 

### Bambole asiatiche
Le fashion doll asiatiche sono realizzate da produttori asiatici e sono principalmente destinate al mercato asiatico. Le bambole Blythe con teste sovradimensionate e occhi che cambiano colore erano originariamente realizzate dalla società americana Kenner, ma ora sono prodotte dalla società giapponese Takara. Un'altra bambola con una testa sovradimensionata, Pullip, è stata creata nel 2003 in Corea. Le fashion doll giapponesi commercializzate per bambini includono Licca (introdotta nel 1967) e Jenny (introdotta nel 1982) di Takara Tomy.

### Collezionisti adulti
A metà degli anni '90 sono apparse fashion doll più grandi, destinate principalmente ai collezionisti adulti. Tra queste, Gene Marshall di Ashton-Drake, Tyler Wentworth di Tonner e Alexandra Fairchild Ford di Madame Alexander. Sono alte tra 15,5 e 16 pollici (tra 390 e 410 millimetri), più grandi delle tipiche fashion doll commercializzate come giocattoli per bambini. Nel 2005, gli artisti londinesi Desmond Lingard e Charles Fegen hanno creato Sybarites, bambole d'artista in resina da 16 pollici come fashion doll per collezionisti adulti.